# توماس بي. روبنسون
توماس بي. روبنسون (بالإنجليزية: Thomas Bilbe Robinson)‏ هو دبلوماسي أسترالي، ولد في 1853، وتوفي في 1939.